# Hiptage leptophylla
Hiptage leptophylla là một loài thực vật có hoa trong họ Malpighiaceae. Loài này được Hayata mô tả khoa học đầu tiên năm 1913.